# Gossip Girl
Gossip Girl (Chica indiscreta en Latinoamérica) es una serie de televisión de drama adolescente estadounidense creada por Josh Schwartz y Stephanie Savage y basada en la serie de novelas del mismo nombre de Cecily von Ziegesar. Sigue a un grupo de estudiantes en el Upper East Side de Manhattan cuyas vidas privadas y sociales son narradas por la bloguera no identificada «Gossip Girl». La serie se transmitió por The CW del 19 de septiembre de 2007 al 17 de diciembre de 2012 y tuvo seis temporadas y 121 episodios.
Los personajes principales de la serie incluyen a la socialité Serena van der Woodsen (Blake Lively), su popular amienemiga Blair Waldorf (Leighton Meester), su madre Lily van der Woodsen (Kelly Rutherford) y su interés amoroso Dan Humphrey (Penn Badgley), un aspirante a escritor y estudiante becado. Otros personajes principales incluyen al exnovio de Serena, Nate Archibald (Chace Crawford), su mejor amigo Chuck Bass (Ed Westwick), la hermana de Dan, Jenny Humphrey (Taylor Momsen), la amiga de la infancia de Dan, Vanessa Abrams (Jessica Szohr), su padre Rufus Humphrey (Matthew Settle) y la problemática Ivy Dickens (Kaylee DeFer).
Gossip Girl, un éxito de audiencia en sus primeras temporadas, recibió críticas generalmente positivas de los críticos y el público, pero se hizo conocida por utilizar críticas negativas en su marketing. La serie ganó numerosos elogios, incluidos 18 Teen Choice Awards. Obtuvo un gran culto de seguidores, influyó en otros dramas para adolescentes y generó varias adaptaciones televisivas internacionales.
A la serie le siguió una secuela independiente, que se emitió durante dos temporadas entre 2021 y 2023 en HBO Max antes de ser cancelada por críticas negativas y bajo rendimiento. La serie fue criticada por su escritura, ritmo y falta del drama desordenado que hizo que la serie original fuera convincente.

## Introducción

### Libros
La serie de libros de Gossip Girl, originalmente estaba planeada a ser adaptada en una película protagonizada por Lindsay Lohan al lado de la creadora de la serie Gilmore Girls, Amy Sherman-Palladino. Cuando el proyecto de la película no progresó, Stephanie Savage y Josh Schwartz, tomaron el proyecto para adaptarlo en una serie de televisión. En octubre de 2006, Schwartz empezó a trabajar en el piloto de la serie. Él mencionó: "Me sentía escéptico. No quiero hacer la versión neoyorquina de The O.C.. Pero pensé que los libros eran inteligentes." En enero de 2007, la serie fue aceptada por The CW..

### Equipo de producción
El creador de The O.C., Josh Schwartz y su compañera escritora, Stephanie Savage fueron los productores ejecutivos durante las seis temporadas de la serie, seguidos por Bob Levy y Leslie Morgenstein, de Alloy Entertainment, a quienes se les asignó la tarea de adaptar las novelas en una serie televisiva. Siguiendo el éxito de Gossip Girl, el coproductor de Gilmore Girls, John Stephens, fue contratado como productor ejecutivo, tras haber trabajado con Schwartz y Savage con anterioridad. Joshua Safran, quien empezó como escritor y productor consultante fue luego agregado como productor ejecutivo. El 24 de abril de 2012, fue anunciado que Safran dejaría la serie al final de la quinta temporada, para así convertirse en el productor ejecutivo de la serie de NBC, Smash. Para llenar el lugar abandonado por Safran, la coproductora ejecutiva, Sara Goodman fue ascendida a productora ejecutiva para la sexta y última temporada. Alexandra Patsavas, quien trabajó con Schwartz en The O.C. estuvo a cargo de la música. Eric Daman, era el vestuarista de la serie, y es conocido por su trabajo en la serie Sex and the City.

### Audiciones
Con nueve papeles principales, la mayoría del elenco fue elegido de febrero a abril de 2007. Blake Lively y Leighton Meester, quienes audicionaron en diciembre de 2006, fueron las primeras actrices elegidas en febrero para los papeles de Serena van der Woodsen y Blair Waldorf respectivamente. Penn Badgley, quien ya había trabajado con anterioridad con Stephanie Savage en la serie The Mountain, Taylor Momsen, Chace Crawford, Kelly Rutherford y Connor Paolo también audicionaron con éxito y consiguieron sus papeles en la serie en marzo, y también Florencia Lozano, quien solo apareció en el piloto y después fue reemplazada por Margaret Colin. Los actores para los papeles de Chuck Bass y Rufus Humphrey fueron asignados en abril, cuando el actor inglés Ed Westwick y Matthew Settle fueron elegidos. Westwick audicionó originalmente para el papel de Nate, pero luego se le pidió que intentara para Chuck. Conforme crecían los rumores de la cancelación de Veronica Mars, fue revelado en las "Upfronts" de The CW en 2007, que Kristen Bell había narrado el piloto, convirtiéndola en otro personaje principal de otra serie en esa cadena. Jessica Szohr estaba originalmente planteada para interpretar el papel recurrente de Vanessa Abrams, pero luego fue ascendida a personaje principal, durante el capítulo catorce de la primera temporada. Kaylee DeFer se unió a la serie en el capítulo dieciocho de la cuarta temporada y, después de que terminara la misma, fue ascendida a personaje principal para la quinta temporada.
Al final de la cuarta temporada, Taylor Momsen, quien estuvo ausente durante la mayoría de la misma y seguía considerada entre los personajes regulares, y Jessica Szhor abandonaron la serie. Durante el tiempo al aire de la serie, Connor Paolo declinaba constantemente el ascenso de su personaje (que era recurrente), Eric van der Woodsen a principal, citando razones personales por esa decisión. Tras convertirse en personaje principal en la serie de ABC, Revenge, en agosto de 2011, Paolo confirmó su salida de Gossip Girl.
Conforme la serie progresaba, numerosos actores invitados aparecieron en la serie. Michelle Trachtenberg firmó para interpretar a Georgina Sparks, la cual era la chica mala de la historia, la bruja a la que nadie quería Originalmente, el rol había sido ofrecido a Mischa Barton, quien lo rechazó. Francie Swift y Sam Robards fueron elegidos como los padres de Nate, Anne y Howard respectivamente. Caroline Lagerfelt interpretó a Celia "CeCe" Rhodes, la abuela de Serena y Eric, y madre de Lily. Sebastian Stan hizo múltiples apariciones como Carter Baizen durante las primeras tres temporadas de la serie.

### Lugares de filmación

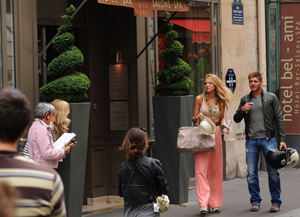
Gossip Girl filmando en Saint-Germain-des-Prés, París, Francia.

La serie se rueda principalmente en Nueva York, exactamente en Queens, Brooklyn y Manhattan. Según la productora Amy Kaufman, "la ciudad es un personaje más de la historia". Los interiores suelen rodarse en los Estudios Silvercup (Queens), donde se encuentran los lofts y apartamentos de la serie. El edificio de la Parker Collegiate Institute y un edificio de la Iglesia Rusa Ortodoxa se combinaron para reconstruir los colegios de los personajes: el Constance Billard de ellas y el St. Jude de ellos. Además, se construyó un plató para reproducir el hotel donde viven Serena y Chuck: el Hotel Palace de la Av. Madison. Otros lugares son el Communitea (Long Island City), la galería de arte The Front Room (Williamsburg) o la boutique de moda Henri Bendell (Quinta Avenida). Pero no únicamente estos barrios han sido lugar de filmación para Gossip Girl: se rodó en Los Hamptons a principios de la 2.ª temporada y en París (Francia) a inicios de la cuarta. En los primeros dos capítulos de la quinta temporada, la serie fue filmada en Los Ángeles.
Por la localización de Nueva York, la productora ejecutiva Stephanie Savage dijo "Nos dijeron inmediatamente que sería muy caro y muy complicado" al inicio de la serie. Savage menciona que se les propuso filmar en un estudio de Los Ángeles que recrearía Central Park, pero finalmente la serie fue filmada en Nueva York. Savage explicó por qué eligieron filmar ahí: "No hay más Nueva York en la televisión, o no había cuando empezamos haciendo el piloto, excepto el Nueva York que podías ver en el fondo detrás de esos cadáveres en shows policiacos. Nunca vimos la ciudad desde el punto de vista de adolescentes." Schwartz agregó "Lo que es gracioso de estos adolescentes es que crecieron viendo Sex and the City, incluso aunque no fuera sobre ellos. Y creo que incorporaron en eso como Nueva York era tan mínima. Peleamos bastante duro para filmar en Nueva York, porque queríamos que Nueva York fuera un personaje más en la serie."

### Formato episódico
Cada episodio inicia con la página principal del sitio web de Gossip Girl, con la imagen de Serena del episodio piloto. Después, un recuento de eventos relevantes al episodio que será mostrado, termina de nuevo con la página principal del sitio web, pero la imagen cambia a la de otros personajes con un evento reciente conectado con la imagen que relata y siempre comienza con la misma canción.
La narradora es Gossip Girl, interpretada por Kristen Bell. Ella inicia con la frase "Gossip Girl here, your one and only source into the scandalous lives of Manhattan's elite," (Gossip Girl aquí, tu primera y única fuente dentro de las vidas escandalosas de la élite de Manhattan) y termina con susurros diciendo "Where has she been?" "Serena" ("¿Dónde ha estado ella? "Serena") y luego la voz concluye diciendo: "And who am I?! That's one secret I'll never tell. You know you love me... XOXO Gossip Girl." (¿Y quién soy yo? Es un secreto que nunca revelaré. Sabes que me amas... Besos y abrazos, Gossip Girl).
Durante cada episodio, siempre hay un evento en un lugar ya sea grande o pequeño. Joshua Safran explicó "Lo estructuramos [la serie] así, para que cada semana, el episodio se lleve a cabo en un evento. Siento que es muy similar a una serie procedural".